# Я назову планету
«Я назову планету» (также известна как «Я назову планету именем твоим») — песня, записанная украинской певицей Софией Ротару для её двадцатого студийного альбома «Я — твоя любовь!» 2008 года. Песня была написана поэтессой Ольгой Ткач и композитором Олегом Макаревичем. Она была выпущена в качестве сингла 18 января 2008 года на радио. 
Композиция получила огромную популярность на постсоветском пространстве, поднявшись на первое место в чартах России и Украины. По данным TopHit, песня стала самой ротируемой в СНГ в двухтысячные. Кроме того, композиция получила премии «Золотой граммофон» и «Песня года». Впоследствии она стала визитной карточкой артистки.

## Чарты

### Еженедельные чарты
| Чарт (2008)      | Высшая позиция |
| ---------------- | -------------- |
| Киев (TopHit)    | 4              |
| Москва (TopHit)  | 9              |
| Россия (TopHit)  | 1              |
| СНГ (TopHit)     | 2              |
| Украина (TopHit) | 1              |

### Ежемесячные чарты
| Чарт (2008)      | Высшая позиция |
| ---------------- | -------------- |
| Киев (TopHit)    | 12             |
| Москва (TopHit)  | 14             |
| Россия (TopHit)  | 2              |
| СНГ (TopHit)     | 2              |
| Украина (TopHit) | 2              |

### Годовые чарты
| Чарт (2008)      | Позиция |
| ---------------- | ------- |
| Москва (TopHit)  | 12      |
| Россия (TopHit)  | 2       |
| СНГ (TopHit)     | 2       |
| Украина (TopHit) | 4       |
| Чарт (2009)      | Позиция |
| Россия (TopHit)  | 127     |
| СНГ (TopHit)     | 133     |

### Декадные чарты
| Чарт (2000—2009) | Позиция |
| ---------------- | ------- |
| Россия (TopHit)  | 2       |
| СНГ (TopHit)     | 1       |
| Украина (TopHit) | 39      |

## История релиза
| Регион | Дата           | Формат       | Лейбл                           | Ист.  |
| ------ | -------------- | ------------ | ------------------------------- | ----- |
| СНГ    | 18 января 2008 | Радиоротация | Первое музыкальное издательство | [ 1 ] |